# آب‌انبار شاهزاده‌های شیرخانه
آب‌انبار شاهزاده‌های شیرخانه آب‌انباری مربوط به دوره تیموریان است و در شهرستان خواف، بخش مرکزی، روستای لاج واقع شده است. این اثر در تاریخ ۱۲ بهمن ۱۳۸۱ با شمارهٔ ثبت ۷۴۹۳ به‌عنوان یکی از آثار ملی ایران به ثبت رسیده‌است.